# Kawanori Dai
Kawanori Dai är en platå i Östantarktis. Norge gör anspråk på området.